# Acer Inc.
Acer és un dels principals fabricants d'ordinadors del món. Fou fundada l'any 1976 sota el nom de Multitech, però va canviar el nom a Acer l'any 1981. El 2007, Acer va comprar Gateway als Estats Units i Packard Bell a Europa, i es va convertir en el tercer proveïdor d'ordinadors i el segon per a portàtils, aconseguint una millora significativa de la rendibilitat, sent el cinquè proveïdor d'ordinadors més gran del món per vendes d'unitats a setembre de 2022.

## Acer a la Fórmula 1
Acer F1 és el nom que va utilitzar l'empresa Acer per patrocinar l'escuderia British American Racing. D'aquesta forma l'equip va passar a anomenar-se BAR Honda Acer F1. Acer F1 va participar en el campionat del món de Fórmula 1 a la temporada 2001.
Va passar a ser patrocinador oficial de tot el campionat a la temporada següent (2002), encara que només ho va esser per aquesta temporada.